# 老罗伯特·唐尼
老罗伯特·约翰·唐尼（英語：Robert John Downey Sr.，1936年6月25日—2021年7月7日），原名小罗伯特·艾利亚斯（Robert Elias Jr.），是美国导演、制片人、编剧、摄影师和演员，同时也是演员小罗伯特·唐尼的父亲。老罗伯特·唐尼因为自编自导了地下电影《帕特尼·斯沃普》而享誉影坛；《帕特尼·斯沃普》是一部讽刺以纽约麦迪逊大道为代表的美国广告界的电影。根据电影学者惠勒·温斯顿·迪克森的说法，老唐尼在1960年代的电影是“完全毫不妥协的公共事务作品；它们通常预算很低却讽刺意味强烈，有效地推动了但是反文化运动的进程”。

## 早年境况
小罗伯特·艾利亚斯出生于美国纽约州纽约市的曼哈顿区。他的母亲是伊丽莎白·麦克劳伦（Elizabeth McLauchlen），是一名模特儿；他的父亲则是老罗伯特·艾利亚斯（Robert Elias Sr.），从事汽车旅馆及餐厅的管理工作。 他的祖父母是立陶宛裔犹太人， 而他的母亲则有一半匈牙利裔犹太人和一半爱尔兰裔血统。 艾利亚斯在纽约州拿骚县的罗克韦尔森特长大成人。 当他还是未成年人时就想加入美国陆军，因此他将自己的姓氏改成继父的姓氏——唐尼。 老唐尼还表示他在服军役的时候曾经撰写过一本未出版的小说，虽然他服役期间大部分时间都耗在“军事监狱”里。

## 职业履历
老唐尼是伴随着1960年代美国流行的反正统、反文化思潮而成长的，他以制作低预算的类似荒诞主义风格的独立电影而闻名。老唐尼在1960年代末至1970年代电影作品的典型风格就是反体制，反映了由更大规模的反文化运动中所普及的不一致性；并受到电影新自由主义运动的影响，如涉及对审查制度的破坏。为了保持地下电影的传统，他在这一时期的电影作品保持了低成本制作的风格，因此他在荒诞主义运动表现相对沉默并同时导致他在文化界的声名狼藉。
1961年，老唐尼开始与剪辑师弗雷德·冯·博内维茨合作，并在这一阶段自编自导了一系列低预算的16毫米电影并获得了一批地下电影爱好者的追随。其中在1961年上映的《李斯堡（Ball's Bluff）》就是一部讲述南北战争时期的士兵在1961年的纽约中央公园醒来的奇幻主义电影短片。而到了1972年，老唐尼凭借超现实主义电影《墨西哥人的宫殿》而进入大成本电影制作的行列。 而他所执导的最后一部电影是《里滕豪斯广场（Rittenhouse Square）》，这是一部记录费城公园生活的纪录片。
老唐尼的电影通常会是全家出演。他的首任妻子艾尔茜·安·福特（Elsie Ann Ford）就出演过他的四部电影（《暴躁之肘》、《狗狗人生》、《墨西哥人的宫殿》和《时时刻刻（Moment to Moment）》）并联合编剧了1975年上映的电影《时时刻刻》。他的女儿艾莉森和儿子小唐尼分别在他们7岁和5岁时出演了老唐尼执导并于1970年上映的荒诞喜剧《狗狗人生》；同时艾莉森还出现在老唐尼执导的另一部电影《乌龙军校》（1980年上映）里。而在小罗伯特·唐尼的漫长演出履历里，他出演了其父老唐尼执导的八部电影：《狗狗人生》、《墨西哥人的宫殿》、《时时刻刻》、《乌龙军校》、《美利坚（America）》、《借刀杀人计中计》、《大太阳》和《雨果池》；并且父子俩还联合出演了《反斗高材生》和《凯撒万岁》。

## 个人生活
老唐尼一生有过三段婚姻。第一次婚姻是与艾尔茜·安·福特（Elsie Ann Ford）在1962年结婚，他们共同育有两个孩子：1963年出生的大女儿，同时现在从事演员及写作工作的艾莉森·唐尼（Allyson Downey）；以及1965年出生并在现在从事演员工作的小罗伯特·唐尼。他们的这段婚姻在1975年以离婚宣布告终。1991年，老唐尼与女演员兼作家劳拉·恩斯特（Laura Ernst）结婚。这段婚姻持续到劳拉在1994年因肌萎缩性脊髓侧索硬化症去世而结束。 1998年，老唐尼与罗斯玛丽·罗杰斯（Rosemary Rogers）开始了第三段婚姻。婚后，他俩定居在纽约市。
在罹患帕金森病五年后，老罗伯特·唐尼于2021年7月7日在曼哈顿的家中去世，享年85岁。

## 主要作品
| 上映年份 | 电影名         | 饰演角色     | 工作职位               | 备注             |
| -------- | -------------- | ------------ | ---------------------- | ---------------- |
| 1953年   | 美国公路（The American Road）   | 不適用       | 摄影师                 | 短篇纪录片       |
| 1961年   | 李斯堡（Ball's Bluff）     | 内战邦联士兵 | 导演 / 编剧 / 制片人   | 电影短片         |
| 1964年   | 伟大的一触（A Touch of Greatness） | 不適用       | 导演 / 制片人 / 摄影师 | 纪录片           |
| 1964年   | 巴宝73（Babo 73）     | 不適用       | 导演 / 编剧 / 制片人   |                  |
| 1965年   | 性爱滋味（Sweet Smell of Sex）   | 不適用       | 导演 / 制片人 / 摄影师 |                  |
| 1966年   | 暴躁之肘       | 不適用       | 导演 / 编剧 / 制片人   |                  |
| 1968年   | 帕特尼·斯沃普  | 不適用       | 导演 / 编剧            | 配音出演但未署名 |
| 1969年   | 调皮护士（Naughty Nurse）   | 接待员       | 不適用                 | 电影短片         |
| 1970年   | 狗狗人生       | 不適用       | 导演 / 编剧            |                  |